# Gustavo Modena

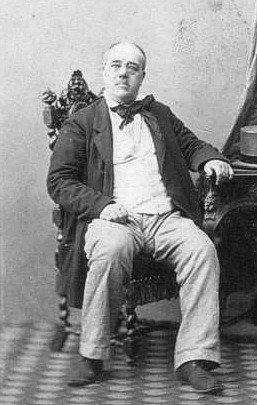
Gustavo Modena

Gustavo Modena (* 13. Januar 1803 in Venedig; † 20. Februar 1861 in Turin) war ein italienischer Bühnenschauspieler und Patriot.

## Leben
Der Sohn des Schauspieler-Ehepaares Giacomo Modena und der Maria Luisa (geborene Lancetti) erlangte zunächst am Lyzeum in Verona die Hochschulreife. Ab 1818 studierte Gustavo an der Universität Padua Jura. 1820 wurde er bei tätlichen Auseinandersetzungen mit der Polizei verwundet. Es war um den Protest gegen das Verbot von Proben zur Oper Fedra gegangen. Im Juni 1821 schloss Modena seine Studien in Bologna ab, arbeitete in einer Anwaltspraxis und erhielt 1824 den Titel Anwalt.
Modena hängte seinen Beruf an den Nagel und debütierte in mehreren italienischen Städten als David in Vittorio Alfieris Saul. Im Herbst 1829 machte sich Modena selbständig und spielte in Padua Silvio Pellicos Francesca da Rimini.  Als die Stadt Bologna 1831 gegen die päpstliche Restauration erfolgreich rebellierte – die Österreicher mussten ihre Garnison verlassen – emigrierte der Revolutionär Modena nach dem Sturz der Provisorischen Regierung der Vereinigten Provinzen Italiens nach Marseille. Als Anhänger Mazzinis schrieb er dort für das Junge Italien. 1833 lernte Modena in der Schweiz die Bernerin Julia Calame kennen, die er 1835 heiratete. Über Straßburg ging er im selben Jahr nach Brüssel, lebte dort mit seiner Frau bis 1838 in und trat darauf in London als Interpret der Göttlichen Komödie hervor.
Von Ferdinand I. amnestiert, kehrte Modena 1839 nach Italien zurück. Mit seinen Adaptionen zur Göttlichen Komödie stand er mit der italienischen Zensur – zum Beispiel der des Großherzogtums Toskana – ständig auf dem Kriegsfuß. Ab 1843 bereiste er mit einer neuen Schauspielertruppe Padua, Mailand, Venedig, Rovigo und Triest. Modena gab dort den oben genannten Saul und Schillers Wallenstein sowie Manzonis Adelgis.
Nach den Niederlagen der revolutionären Erhebungen in den Jahren 1848 und 1849 lebte Modena in Ligurien und starb in Turin an einer Rippenfellentzündung.

## Anmerkung
1. ↑  
Die Historikerin Ricarda Huch lässt im ersten Teil ihrer Geschichten von Garibaldi Modena in Rom während der kurzlebigen Römischen Republik mehrfach auftreten. Der Schauspieler kennt sich in der Darstellung von Königen aus. Diese seien Schauspieler (Huch, S. 76, Mitte). Noch am 13. Juni 1849 ergötzen sich Mazzini, Pisacane und Modena mitten im bedrängten Rom an einem Marionettenspiel und bereits reichlich zwei Wochen darauf macht General Oudinot ein Ende mit der Römischen Republik. (Huch, S. 223 Mitte –228)